# لا يوجد ضوء شمس (أغنية)

لا يوجد ضوء شمس (بالإنجليزية: Ain't No Sunshine) أغنية كتبها وغناها بيل ويذرز من ألبومه «كما أنا Just As I Am» لعام 1971، من إنتاج بوكر تي جونز. صدرت كأغنية فردية في عام 1971، وأصبحت نجاحًا كبيرًا لبيل ويذرز، حيث وصلت إلى المركز السادس على قائمة R&B بالولايات المتحدة والمركز الثالث على قائمة هوت بيلبورد 100. صنفتها مجلة بيلبورد على أنها الأغنية رقم 23 لعام 1971. ظهرت الأغنية أيضًا في ألبوم الموسيقى التصويرية لفيلمي عندما كنا ملوكاً When We Were Kings (1997)، ونوتينغ هيل Notting Hill (1999)، وظهرت في الموسم الأول من مسلسل قصة الجريمة الأمريكية American Crime Story عام 2016.
ظهرت الأغنية إلى قائمة أفضل 40 أغنية مرة أخرى في عام 2009، عندما غناها «كريس ألين» في الموسم الثامن من برنامج «أمريكان أيدول American Idol».

## خلفية الأغنية
استوحى بيل ويذرز الأغنية بعد مشاهدته فيلم «أيام النبيذ والورود» عام 1962. أوضح، في إشارة إلى الشخصيات التي لعبها «لي ريميك» و«جاك ليمون». أحيانًا تفوتك أشياء لم تكن جيدة، وقت حدوثها، بشكل خاص لك. إنه مجرد شيء خطر ببالي من مشاهدة هذا الفيلم، وربما شيء آخر حدث في حياتي لست على علم به.
كان ويذرز ينوي كتابة المزيد من كلمات للأغنية في مقطعها الثالث، بدلاً من تكرار عبارة «أنا أعرف» 26 مرة، ولكن اتبع نصيحة الموسيقيين الآخرين بتركها على هذا النحو، وقال: «كنت كعامل المصنع الذي يتسكع... لذلك عندما قالوا اترك الأمر كما هو هكذا، تركته».
كان ويذرز، البالغ من العمر 31 عامًا، يعمل في مصنع لصناعة حمامات لطائرات البوينج 747 في الوقت الذي كتب فيه الأغنية، وعندما فازت الأغنية بجائزة الأسطوانة الذهبية، قدمت شركة التسجيلات لويذرز مقعد مرحاض ذهبي، إيذانًا ببداية مسيرته المهنية الجديدة.

## طاقم العزف والتسجيل
جميع الآلات في هذا التسجيل صوتية (اكوستك):
بيل ويذرز: غناء - غناء
بوكر تي جونز: لوحات المفاتيح (كيبورد)

مايكل جاكسون - لا يوجد ضوء شمس

ستيفن ستيلز: الغيتار (جيتار)
جيم كيلتنر: طبول
بوبي هول: إيقاع

## إصدار الأغنية وتقديرها
كانت أغنية «لا يوجد ضوء شمس» هي واحدة من ثلاث أغاني لبيل ويذرز حققت جائزة الأسطوانة الذهبية في الولايات المتحدة، وكان صدورها في الأصل على الوجه الثاني (الوجه الغير هام) لأغنية تحت عنوان «هارلم»، ولكن منسقى الأغاني في محطات الإذاعة المختلفة قدموها للمستمع وحققت نجاحًا كبيرًا.
قدم ويذرز الأغنية في البرنامج البريطاني اختبار صافرة غراي القديمة.
فازت الأغنية بجائزة جرامي لأفضل أغنية (آر أند بي) عام 1972.
احتلت المرتبة 285 على قائمة رولينج ستون لأعظم 500 أغنية في كل العصور.
احتلت المراكز الأولى على القوائم العالمية عام 1971: في الولايات المتحدة على قوائم (هوت بيلبورد - آر أند بي – الاستماع السهل - كاش بوكس) – كندا – أستراليا.
ظهرت على قوائم أفضل أغاني عام 1971 في الولايات المتحدة.
عادت للظهور في المملكة المتحدة عام 2009، وعام 2020 على قوائم ألمانيا – أيرلندا – سكوتلندا – سويسرا.  
حصلت على الجائزة البلاتينية في أستراليا.
حصلت على الجائزة البلاتينية في إيطاليا.
حصلت على الجائزة البلاتينية في المملكة المتحدة.
حصلت على الجائزة الذهبية في الولايات المتحدة.

## نسخ أخرى للأغنية
قدم أغنية «لا يوجد ضوء شمس» عدد 332 فنان كان أكثرهم تميزاً:
مايكل جاكسون 1972 – أيزاك هايز 1973 – توم جونز 1973 – نانسي سيناترا 1973 – بول مكارتنى 1991 – ستينج 1991 – جو كوكر 1995 – مايكل بولتون 1999 – كيني روجرز 1999.

## كلمات الأغنية
لا يوجد ضوء شمس عندما ترحل Ain't no sunshine when she's gone
لا يوجد دفء وهي بعيدة It's not warm when she's away
لا يوجد ضوء شمس عندما ترحل Ain't no sunshine when she's gone
ودائما ما ترحل طويلاً And she's always gone too long
في أي وقت ترحل عني Anytime she goes away
أتساءل هذه المرة أين ذهبت Wonder this time where she's gone
أتساءل عما إذا كانت ستبقى Wonder if she's gonna stay
لا يوجد ضوء شمس عندما ترحل Ain't no sunshine when she's gone
وهذا المنزل ليس مجرد بيت And this house just ain't no home
في أي وقت ترحل عني Anytime she goes away
وأنا أعلم، أعلم، أعلم، أعلم And I know, I know, I know, I know
هاي، يجب أن أترك الصغيرة وحدها Hey, I ought to leave the young thing alone
لكن لا يوجد ضوء شمس عندما ترحل But ain't no sunshine when she's gone
لا يوجد ضوء شمس عندما ترحل Ain't no sunshine when she's gone
فقط ظلام كل يوم Only darkness everyday
لا يوجد ضوء شمس عندما ترحل Ain't no sunshine when she's gone
وهذا المنزل ليس مجرد بيت And this house just ain't no home
في أي وقت ترحل عني Anytime she goes away

## وصلات خارجية
https://www.songfacts.com/facts/bill-withers/aint-no-sunshine لا يوجد ضوء شمس (أغنية)
https://secondhandsongs.com/work/3063/versions#nav-entity لا يوجد ضوء شمس (أغنية)
https://www.youtube.com/watch?v=CICIOJqEb5c لا يوجد ضوء شمس (أغنية)
https://www.youtube.com/watch?v=57wMK1Tatqc لا يوجد ضوء شمس (أغنية)